# Groupe 3 des éliminatoires du Championnat d'Europe féminin de football 2013
Cet article donne les résultats des matchs du groupe 3 des éliminatoires de l'Euro 2013.

## Classement
| Rang | Équipe          | Pts | J  | G | N | P  | Bp | Bc | Diff |  | Résultats (▼ dom., ► ext.) |     |      |     |     |     |      |
| ---- | --------------- | --- | -- | - | - | -- | -- | -- | ---- |  | -------------------------- | --- | ---- | --- | --- | --- | ---- |
| 1    | Norvège         | 24  | 10 | 8 | 0 | 2  | 35 | 9  | +26  |  | Norvège                    |     | 2-1  | 3-2 | 2-0 | 6-0 | 11-0 |
| 2    | Islande         | 22  | 10 | 7 | 1 | 2  | 28 | 4  | +24  |  | Islande                    | 3-1 |      | 0-0 | 2-0 | 3-0 | 6-0  |
| 3    | Belgique        | 20  | 10 | 6 | 2 | 2  | 18 | 8  | +10  |  | Belgique                   | 0-1 | 1-0  |     | 2-2 | 2-1 | 5-0  |
| 4    | Irlande du Nord | 11  | 10 | 3 | 2 | 5  | 12 | 15 | -3   |  | Irlande du Nord            | 3-1 | 0-2  | 0-2 |     | 0-1 | 4-1  |
| 5    | Hongrie         | 10  | 10 | 3 | 1 | 6  | 18 | 22 | -4   |  | Hongrie                    | 0-5 | 0-1  | 1-3 | 2-2 |     | 9-0  |
| 6    | Bulgarie        | 0   | 10 | 0 | 0 | 10 | 1  | 54 | -53  |  | Bulgarie                   | 0-3 | 0-10 | 0-1 | 0-1 | 0-4 |      |

## Résultats et calendrier
| 1re journée           | Islande                                                                     | 6 – 0   | Bulgarie | Laugardalsvöllur, Reykjavik |                             |
| 19 mai 2011 21:30 HEC | Vidarsdóttir 6e 36e 72e (pen.) 90+2e · Gunnarsdóttir 12e · Magnúsdóttir 63e | (3 - 0) |          | Arbitrage : Floarea Ionescu | Arbitrage : Floarea Ionescu |
| 19 mai 2011 21:30 HEC | Rapport                                                                     |         |          | Arbitrage : Floarea Ionescu | Arbitrage : Floarea Ionescu |

| 2e journée                  | Belgique                      | 2 – 1   | Hongrie     | Lorzestraat, Dessel             |                                 |
| 17 septembre 2011 16:00 HEC | Wullaert 43e · Demoustier 85e | (1 - 0) | Jakabfi 81e | Arbitrage : Alexandra Ihringova | Arbitrage : Alexandra Ihringova |
| 17 septembre 2011 16:00 HEC | Rapport                       |         |             | Arbitrage : Alexandra Ihringova | Arbitrage : Alexandra Ihringova |

| 17 septembre 2011 | Islande                                       | 3 – 1   | Norvège       | Laugardalsvöllur, Reykjavik |                             |
| 18:00 HEC         | Magnúsdóttir 8e 32e · Vidarsdóttir 15e (pen.) | (3 - 0) | Stensland 70e | Arbitrage : Kirsi Heikkinen | Arbitrage : Kirsi Heikkinen |
| 18:00 HEC         | Rapport                                       |         |               | Arbitrage : Kirsi Heikkinen | Arbitrage : Kirsi Heikkinen |

| 3e journée                  | Norvège                                                               | 6 – 0   | Hongrie | Nadderud, Oslo                  |                                 |
| 21 septembre 2011 16:30 HEC | Andersen 23e · Herlovsen 31e 62e · Lund 65e · Stensland 78e · Ims 89e | (2 - 0) |         | Arbitrage : Natalia Avdonchenko | Arbitrage : Natalia Avdonchenko |
| 21 septembre 2011 16:30 HEC | Rapport                                                               |         |         | Arbitrage : Natalia Avdonchenko | Arbitrage : Natalia Avdonchenko |

| 21 septembre 2011 | Islande | 0 – 0   | Belgique | Laugardalsvöllur, Reykjavik |                            |
| 21:30 HEC         |         | (0 - 0) |          | Arbitrage : Christine Beck  | Arbitrage : Christine Beck |
| 21:30 HEC         | Rapport |         |          | Arbitrage : Christine Beck  | Arbitrage : Christine Beck |

| 4e journée                | Hongrie | 0 – 1   | Islande                    | Perutz Stadium, Pápa     |                          |
| 22 octobre 2011 14:00 HEC |         | (0 - 0) | 68e Dóra Maria Lárusdóttir | Arbitrage : Riem Hussein | Arbitrage : Riem Hussein |
| 22 octobre 2011 14:00 HEC | Rapport |         |                            | Arbitrage : Riem Hussein | Arbitrage : Riem Hussein |

| 22 octobre 2011 | Bulgarie | 0 – 1   | Irlande du Nord      | Lovech Stadion, Lovech         |                                |
| 15:00 HEC       |          | (0 - 1) | 10e Jessica Stephens | Arbitrage : Gordana Kuzmanović | Arbitrage : Gordana Kuzmanović |
| 15:00 HEC       | Rapport  |         |                      | Arbitrage : Gordana Kuzmanović | Arbitrage : Gordana Kuzmanović |

| 5e journée                | Irlande du Nord | 0 – 2   | Islande                                                | The Oval, Belfast           |                             |
| 26 octobre 2011 20:30 HEC |                 | (0 - 2) | 39e Hólmfrídur Magnúsdóttir · 41e Dagný Brynjarsdóttir | Arbitrage : Carina Vitulano | Arbitrage : Carina Vitulano |
| 26 octobre 2011 20:30 HEC | Rapport         |         |                                                        | Arbitrage : Carina Vitulano | Arbitrage : Carina Vitulano |

| 26 octobre 2011 | Belgique | 0 – 1   | Norvège         | KFC Dessel, Dessel          |                             |
| 20:00 HEC       |          | (0 - 0) | 66e Marita Lund | Arbitrage : Kateryna Monzul | Arbitrage : Kateryna Monzul |
| 20:00 HEC       | Rapport  |         |                 | Arbitrage : Kateryna Monzul | Arbitrage : Kateryna Monzul |

| 27 octobre 2011 | Bulgarie | 0 – 4   | Hongrie                                         | Lovech Stadion, Lovech    |                           |
| 15:00 HEC       |          | (0 - 3) | 24e (pen.) 33e Fanny Vágó · 36e 71e Lilla Sipos | Arbitrage : Betina Norman | Arbitrage : Betina Norman |
| 15:00 HEC       | Rapport  |         |                                                 | Arbitrage : Betina Norman | Arbitrage : Betina Norman |

| 6e journée                 | Irlande du Nord                                                | 3 – 1   | Norvège               | Mourneview Park, Lurgan        |                                |
| 19 novembre 2011 20:30 HEC | Kirsty McGuinness 17e · Ashley Hutton 44e · Rachel Furness 74e | (2 - 0) | 60e Isabell Herlovsen | Arbitrage : Florence Guillemin | Arbitrage : Florence Guillemin |
| 19 novembre 2011 20:30 HEC | Rapport                                                        |         |                       | Arbitrage : Florence Guillemin | Arbitrage : Florence Guillemin |

| 19 novembre 2011 | Belgique                                                            | 5 – 0   | Bulgarie | KFC Dessel, Dessel          |                             |
| 16:00 HEC        | Aline Zeler 5e 56e · Anaëlle Wiard 14e 43e · Stéphanie Van Gils 70e | (3 - 0) |          | Arbitrage : Zuzana Kováčová | Arbitrage : Zuzana Kováčová |
| 16:00 HEC        | Rapport                                                             |         |          | Arbitrage : Zuzana Kováčová | Arbitrage : Zuzana Kováčová |

| 7e journée                 | Hongrie                                        | 2 – 2   | Irlande du Nord                      | Városi Stadion, Sopron  |                         |
| 23 novembre 2011 14:00 HEC | Ashley Hutton 76e (csc) · Szabina Tálosi 90+2e | (0 - 1) | 32e Julie Nelson · 71e Ashley Hutton | Arbitrage : Ausra Kance | Arbitrage : Ausra Kance |
| 23 novembre 2011 14:00 HEC | Rapport                                        |         |                                      | Arbitrage : Ausra Kance | Arbitrage : Ausra Kance |

| 23 novembre 2011 | Bulgarie | 0 – 1   | Belgique              | Lovech Stadion, Lovech         |                                |
| 13:00 HEC        |          | (0 - 1) | 13e Audrey Demoustier | Arbitrage : Stéphanie Frappart | Arbitrage : Stéphanie Frappart |
| 13:00 HEC        | Rapport  |         |                       | Arbitrage : Stéphanie Frappart | Arbitrage : Stéphanie Frappart |

| 8e journée                | Belgique                             | 2 – 2   | Irlande du Nord | Lorzestadion, Dessel           |                                |
| 15 février 2012 20:00 HEC | Aline Zeler 44e · Tessa Wullaert 53e | (1 - 0) |                 | Arbitrage : Sandra Braz Bastos | Arbitrage : Sandra Braz Bastos |
| 15 février 2012 20:00 HEC | Rapport                              |         |                 | Arbitrage : Sandra Braz Bastos | Arbitrage : Sandra Braz Bastos |

| 9e journée             | Bulgarie | 0 – 3   | Norvège                                   | Lovech Stadion, Lovetch |                         |
| 31 mars 2012 13:00 HEC |          | (0 - 0) | 70e Gry Tofte Ims · 90e 90+4e Hege Hansen | Arbitrage : Ausra Kance | Arbitrage : Ausra Kance |
| 31 mars 2012 13:00 HEC | Rapport  |         |                                           | Arbitrage : Ausra Kance | Arbitrage : Ausra Kance |

| 25 avril 2012 | Irlande du Nord | –   | Hongrie | Mourneview Park, Lurgan           |                                   |
| 20:30 HEC     |                 | (-) |         | Arbitrage : Karolina Radzik-Johan | Arbitrage : Karolina Radzik-Johan |

| 10e journée           | Irlande du Nord | –   | Bulgarie | Stade de Solitude, Belfast |                            |
| 19 mai 2012 16:00 HEC |                 | (–) |          | Arbitrage : Linn Andersson | Arbitrage : Linn Andersson |

| 4 avril 2012 | Belgique           | 1 – 0   | Islande | KFC Dessel, Dessel              |                                 |
| 20:00 HEC    | Tessa Wullaert 66e | (0 – 0) |         | Arbitrage : Natalia Avdonchenko | Arbitrage : Natalia Avdonchenko |
| 20:00 HEC    | Rapport            |         |         | Arbitrage : Natalia Avdonchenko | Arbitrage : Natalia Avdonchenko |

| 4 avril 2012 | Hongrie | 0 – 5   | Norvège                                                                               | Széktói Stadion, Kecskemét   |                              |
| 17:00 HEC    |         | (0 – 2) | 8e Cecilie Pedersen · 30e Gry Tofte Ims · 46e 64e Hege Hansen · 60e Ingvild Stensland | Arbitrage : Sofia Karagiorgi | Arbitrage : Sofia Karagiorgi |
| 17:00 HEC    | Rapport |         |                                                                                       | Arbitrage : Sofia Karagiorgi | Arbitrage : Sofia Karagiorgi |

| 11e journée  | Islande | –   | Hongrie |  |  |
| 16 juin 2012 |         | (–) |         |  |  |

| 16 juin 2012 | Norvège | –   | Bulgarie |  |
|              |         | (–) |          |  |

| 12e journée  | Norvège | –   | Irlande du Nord |  |  |
| 20 juin 2012 |         | (–) |                 |  |  |

| 20 juin 2012 | Hongrie | –   | Belgique |  |
|              |         | (–) |          |  |

| 21 juin 2012 | Bulgarie | –   | Islande |  |
|              |          | (–) |         |  |

| 13e journée       | Norvège | –   | Belgique |  |  |
| 15 septembre 2012 |         | (–) |          |  |  |

| 15 septembre 2012 | Islande | –   | Irlande du Nord |  |
|                   |         | (–) |                 |  |

| 14e journée       | Norvège | –   | Islande |  |  |
| 19 septembre 2012 |         | (–) |         |  |  |

| 19 septembre 2012 | Hongrie | –   | Bulgarie |  |
|                   |         | (–) |          |  |

| 19 septembre 2012 | Irlande du Nord | –   | Belgique |  |
|                   |                 | (–) |          |  |